# Diocesi di Tuxtepec
La diocesi di Tuxtepec (in latino: Dioecesis Tuxtepecensis) è una sede della Chiesa cattolica in Messico suffraganea dell'arcidiocesi di Antequera. Nel 2022 contava 348.000 battezzati su 434.000 abitanti. È retta dal vescovo José Alberto González Juárez.

## Territorio
La diocesi si trova nella parte settentrionale dello stato messicano di Oaxaca e comprende per intero il distretto di Tuxtepec e i comuni di San Pedro Sochiapam e di San Juan Bautista Tlacoatzintepec nel distretto di Cuicatlán.
Sede vescovile è la città di San Juan Bautista Tuxtepec, dove sorge la cattedrale di San Giovanni Battista.
Il territorio si estende su una superficie di 6.000 km² ed è suddiviso in 29 parrocchie.

## Storia
La diocesi è stata eretta l'8 gennaio 1979 con la bolla Nuper sacer di papa Giovanni Paolo II, ricavandone il territorio dall'arcidiocesi di Antequera.

## Cronotassi dei vescovi
Si omettono i periodi di sede vacante non superiori ai 2 anni o non storicamente accertati.
- José de Jesús Castillo Rentería, M.N.M. † (8 gennaio 1979 - 11 febbraio 2005 ritirato)
- José Antonio Fernández Hurtado (11 febbraio 2005 - 26 settembre 2014 nominato arcivescovo di Durango)
- José Alberto González Juárez, dal 6 giugno 2015

## Statistiche
La diocesi nel 2022 su una popolazione di 434.000 persone contava 348.000 battezzati, corrispondenti all'80,2% del totale.
| anno | popolazione | popolazione | popolazione | presbiteri | presbiteri | presbiteri | presbiteri                | diaconi | religiosi | religiosi | parrocchie |
| anno | battezzati  | totale      | %           | numero     | secolari   | regolari   | battezzati per presbitero | diaconi | uomini    | donne     | parrocchie |
| ---- | ----------- | ----------- | ----------- | ---------- | ---------- | ---------- | ------------------------- | ------- | --------- | --------- | ---------- |
| 1980 | 470.000     | 500.000     | 94,0        | 15         | 8          | 7          | 31.333                    |         | 7         | 18        | 14         |
| 1990 | 576.000     | 630.000     | 91,4        | 25         | 15         | 10         | 23.040                    | 8       | 10        | 21        | 17         |
| 1999 | 647.000     | 740.000     | 87,4        | 37         | 24         | 13         | 17.486                    | 17      | 14        | 25        | 25         |
| 2000 | 655.000     | 750.000     | 87,3        | 37         | 24         | 13         | 17.702                    | 17      | 14        | 26        | 25         |
| 2001 | 615.000     | 700.000     | 87,9        | 39         | 27         | 12         | 15.769                    | 17      | 13        | 31        | 25         |
| 2002 | 630.000     | 689.000     | 91,4        | 36         | 26         | 10         | 17.500                    | 17      | 10        | 24        | 27         |
| 2003 | 630.000     | 689.000     | 91,4        | 40         | 30         | 10         | 15.750                    | 17      | 10        | 31        | 27         |
| 2004 | 660.000     | 700.000     | 94,3        | 43         | 33         | 10         | 15.348                    | 17      | 10        | 23        | 27         |
| 2010 | 712.000     | 754.000     | 94,4        | 50         | 39         | 11         | 14.240                    | 15      | 13        | 28        | 28         |
| 2014 | 738.000     | 781.000     | 94,5        | 50         | 42         | 8          | 14.760                    | 10      | 8         | 26        | 28         |
| 2017 | 353.000     | 460.900     | 76,6        | 52         | 44         | 8          | 6.788                     | 10      | 8         | 31        | 29         |
| 2020 | 363.400     | 474.800     | 76,5        | 53         | 45         | 8          | 6.856                     | 10      | 8         | 31        | 29         |
| 2022 | 348.000     | 434.000     | 80,2        | 55         | 49         | 6          | 6.327                     | 10      | 6         | 31        | 29         |